# Alpena (Michigan)
Alpena é uma cidade localizada no estado americano de Michigan, no Condado de Alpena.

## Demografia
Segundo o censo americano de 2000, a sua população era de 11.304 habitantes. 
Em 2006, foi estimada uma população de 10.637, um decréscimo de 667 (-5.9%).

## Geografia
De acordo com o United States Census Bureau tem uma área de 
23,5 km², dos quais 21,7 km² cobertos por terra e 1,8 km² cobertos por água. Alpena localiza-se a aproximadamente 183 m acima do nível do mar.

## Localidades na vizinhança
O diagrama seguinte representa as localidades num raio de 36 km ao redor de Alpena. 